# Blepharicera holoptica
Blepharicera holoptica är en tvåvingeart som beskrevs av Peter Zwick 1998. Blepharicera holoptica ingår i släktet Blepharicera och familjen Blephariceridae. Inga underarter finns listade i Catalogue of Life.